# Tuncay Akça

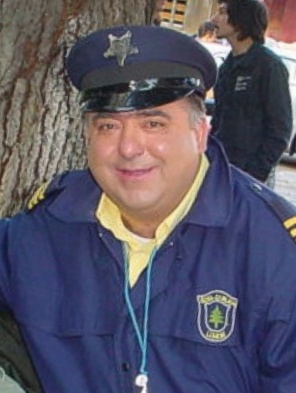
Tuncay Akça, 2020

Tuncay Akça (* 16. Dezember 1963 in Kastamonu; † 17. August 2024 in Istanbul) war ein türkischer Film- und Fernsehschauspieler.

## Karriere
Einem größeren Publikum bekannt wurde Tuncay Akça 1982 in der Rolle des Yusuf in dem mit zahlreichen Preisen ausgezeichneten Film Yol – Der Weg. Doch bereits 1975 hatte er seine ersten Filmauftritte. Ab 2008 trat er in mehreren Folgen in der türkischen Fernsehserie Elif als Mahmut auf. Zuvor war er auch in der Filmkomödie Die chaotische Klasse in der Armee (2005) zu sehen.
Am 17. August 2024 starb Akça im Alter von 60 Jahren an einem Herzinfarkt.

## Filmographie (Auswahl)
- 1975: Bizim Aile
- 1982: Der Weg (Yol)
- 1985: Mavi Mavi
- 1987: Eisenerde – Kupferhimmel (Yer demir gök bakır)
- 1994: Talihsiz Bilo
- 1995: Tek Ayaklı Kuşlar
- 2003: Die chaotische Klasse  (Hababam sınıfı merhaba)
- 2005: Die chaotische Klasse 3,5  (Hababam sınıfı 3,5)